# Paratemnoides nidificator
Paratemnoides nidificator é uma espécie colonial de pseudoescorpião que vive debaixo de cascas de árvores no Cerrado. Suas colônias podem conter mais de 200 indivíduos e são compostas por machos e fêmeas adultos, além de ninfas. Cada colônia, ou ninho, é constituída por um conjunto de câmaras de seda, que podem ser utilizadas como abrigo contra predadores naturais e mudanças climáticas. Além disso, essas câmaras podem servir como sítio para as interações entre indivíduos e ecdise de ninfas. A espécie apresenta comportamentos cooperativos, os machos e fêmeas caçam suas presas e as partilham entre si e as ninfas, que também atuam como predadores ativos. Adicionalmente, a espécie demonstra graus de cuidados parentais, inclusive a matrifagia já foi identificada na mesma .